# Удовиченко, Пётр Платонович
Пётр Платонович Удовиченко (17 февраля 1914; с. Броварки, ныне Зажиточное, Глобинский район, Полтавская область – 29 мая 1992, Киев) — украинский советский дипломат, историк, педагог. Постоянный представитель Украинской ССР при ООН (1958—1961). Министр образования УССР (1967—1971). Депутат Верховного Совета УССР 7-го созыва. Академик АПН СССР. 

## Биография
Родился 17 февраля 1914 года, в селе Броварки (ныне Зажиточное) Глобинского района Полтавской области. Закончил Новомосковский педагогический институт Днепропетровская область (1934), исторический факультет; высшую партийную школу при ЦК ВКП(б) (1944);
Кандидат исторических наук (1947); Действительный член Академии педагогических наук СССР по Отделению общего образования (1967); Профессор (1971).
В 1934—1936 годах — учитель истории в школе города Днепродзержинска Днепропетровской области. В 1936 — 1937 годах — служба в Красной армии. В 1937 — 1939 годах — учитель истории, директор средней школы города Днепродзержинска Днепропетровской области.
Член ВКП(б) с 1939 года.
В 1939—1941 годах — директор Тарнопольского педагогического училища.
С 1941 года — на партийной работе. В 1941 году работал инструктором, заместителем заведующего отдела пропаганды и агитации Тернопольского областного комитета КП(б)У.
В 1941—1942 годах — заведующий военным отделом Магнитогорского городского комитета ВКП(б) Челябинской области РСФСР. В 1942—1944 годах — слушатель Высшей партийной школы при ЦК ВКП(б). В 1944 году работал в Народном комиссариате иностранных дел СССР.
С 1944 года — помощник члена Политбюро ЦК КП(б)У, помощник заместителя председателя Совета Министров Украинской ССР Дмитрия Захаровича Мануильского. С 1947 года — преподаватель Киевского государственного университета имени Т. Г Шевченко.
В 1948—1952 годах — заместитель министра иностранных дел Украинской ССР.
В 1952—1956 годах — доцент кафедры истории международных отношений и внешней политики СССР. В 1956—1958 годах — проректор по учебной работе Киевского государственного университета им. Т. Г Шевченко.
С 24 марта 1958 по 1961 год — постоянный представитель Украинской ССР при ООН.
В 1961—1967 годах — заведующий кафедрой международных отношений и внешней политики СССР Киевского государственного университета имени Т. Г Шевченко. Одновременно, в 1964 — 1967 годах — секретарь партийного комитета Киевского государственного университета имени Т. Г Шевченко.
С 21 января 1967 по 2 марта 1971 года — министр образования УССР.
В 1971—1984 годах — и. о. профессора кафедры истории международных отношений и внешней политики СССР Киевского государственного университета имени Т. Г Шевченко.
Затем — на пенсии в Киеве.
Автор труда: «Из истории внешней политики УССР в 1919-1922» (1957).

## Награды
- орден Трудового Красного Знамени
- орден Знак Почёта